# Slatina Peak
Der Slatina Peak (englisch; bulgarisch връх Слатина wrach Slatina) ist ein 1750 m hoher Berg auf Smith Island im Archipel der Südlichen Shetlandinseln. In der Imeon Range ragt er 2 km nordöstlich des Antim Peak und 1,9 km südlich des Drinov Peak auf. Der Tschuprene-Gletscher liegt nordwestlich, der Kriwodol-Gletscher südwestlich und südlich von ihm.
Bulgarische Wissenschaftler kartierten ihn 2008. Die bulgarische Kommission für Antarktische Geographische Namen benannte ihn im selben Jahr nach bulgarischen Ortschaften in der Umgebung von Montana, Lowetsch, Plowdiw, Silistra sowie einem Stadtteil von Sofia.